# Тольяттикаучук

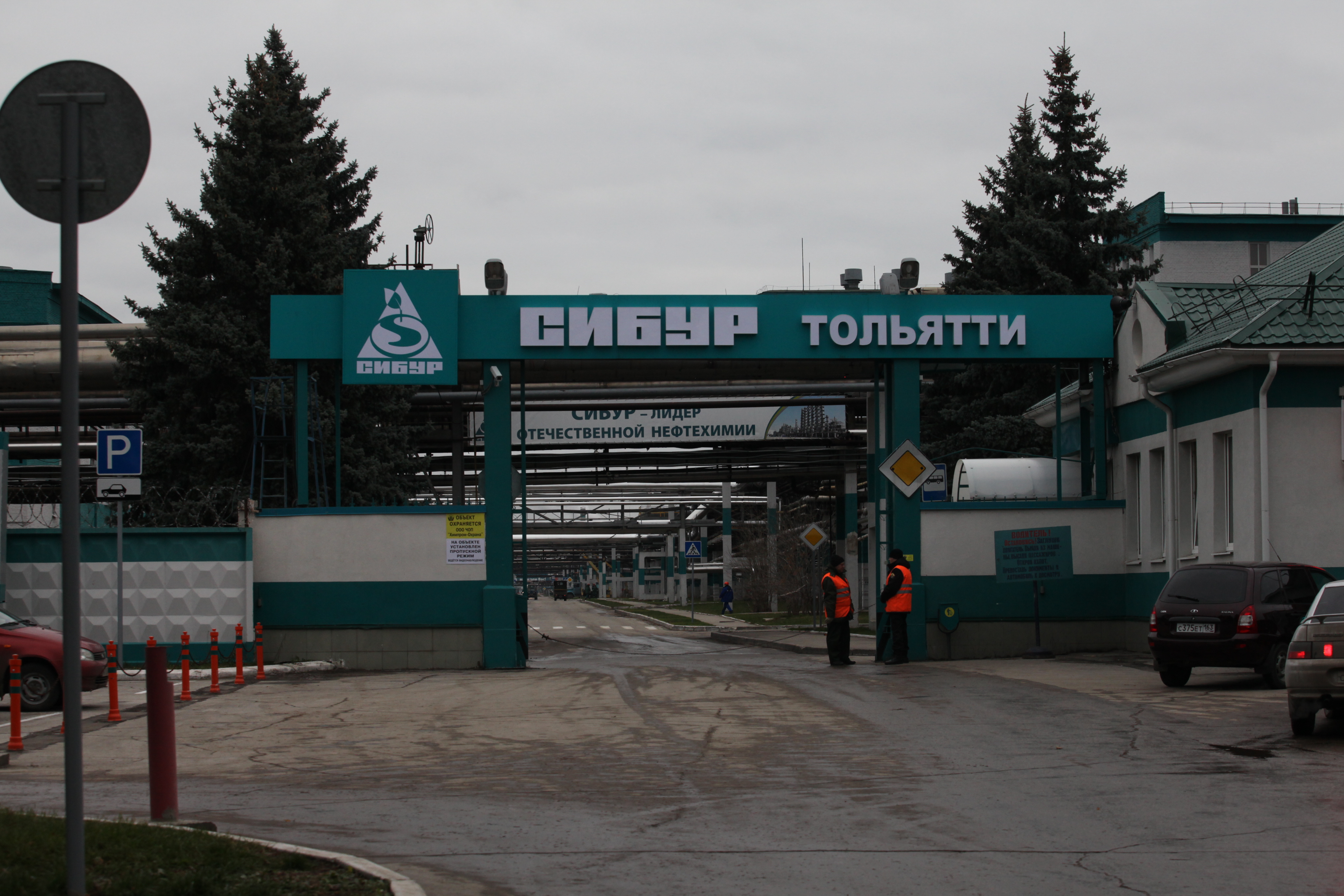
Проходная завода

ООО «Тольяттикаучук» — предприятие нефтехимического комплекса России, расположенное в городе Тольятти, Самарская область, Приволжский федеральный округ, с 2019 года входит в Группу компаний ПАО «Татнефть». С июня 2016 года по ноябрь 2019 года называлось ООО «СИБУР Тольятти».

## История
Решение о строительстве завода было принято Советом министров СССР в 1949 году, первая продукция была выпущена в 1961 году.
В 1950—1992 год советское государственное химическое предприятие, находилось под управлением «Министерства химической промышленности СССР» (Минхимпром).
В 1949 году вышло Постановление Совета Министров СССР об ускоренном развитии отраслей химии в народном хозяйстве, которое предусматривало создание завода по производству каучука в СССР с годовой производительностью 60 тыс. тонн. 25 апреля было принято решение о строительстве завода СК, при определении площадки для завода в Ставрополе проектировщики ориентировались на наличие дешёвой электроэнергии от Волжской ГЭС им. Ленина, а также на близость сырья — нефтяных месторождений в Жигулях.
25 апреля 1950 года Совет Министров СССР принял решение о начале проектных работ по строительству завода синтетического каучука. Строительной площадкой стало село Васильевка, расположенное в нескольких километрах от проектируемой Куйбышевской ГЭС. Строительство завода началось при полном отсутствии подъездных путей и остальной необходимой инфраструктуры. Поэтому в технический проект отдельными статьями внесли: организацию строительной базы, строительство гидротехнических сооружений, подъездных автомобильных и железнодорожных путей и собственной железнодорожной станцией. Для будущих работников завода предусматривалось строительство жилого городка. Поскольку новое производство предполагалось весьма энергоёмким, в технический проект завода внесли строительство собственной ТЭЦ. По первоначальной смете общая стоимость строительства всех объектов составляла 664 млн руб. Предполагалось, что завод будет введён в эксплуатацию в 1955 г.
Первым директором строящегося завода назначили одного из старейших работников отрасли В. А. Лавриненко.
Однако новая стройка с самого начала испытывала трудности. Ещё при составлении технического задания перед Советом Министров СССР и Министерством химической промышленности встал вопрос о генеральном подрядчике новой стройки. Непосредственно в районе строительства создавался только один трест, способный выполнить подобную задачу — «Куйбышевгидрострой». Но в начале 1950-х перед КГС стояли другие задачи — в кратчайшие сроки возвести Жигулёвскую ГЭС и осуществить перенос Ставрополя из зоны затопления.

С апреля 1950 года по июнь 1951 года у новой стройки сменилось четыре генеральных подрядчика. В июле генеральным подрядчиком стройки стало УНР (Управление начальника работ)-710 строительно-монтажного треста № 24. У организации не хватало рабочих, поэтому для строительства пришлось привлекать людей из исправительно-трудовых лагерей, расположенных в окрестностях Ставрополя. Они начали возводить подсобные помещения строительной базы, устанавливать линии электропередачи с подстанциями. Специализированные организации прокладывали железнодорожную ветку в район стройки. Однако в 1953 году стройка превратилась в долгострой, сократилось и выделение средств Стройбанком.

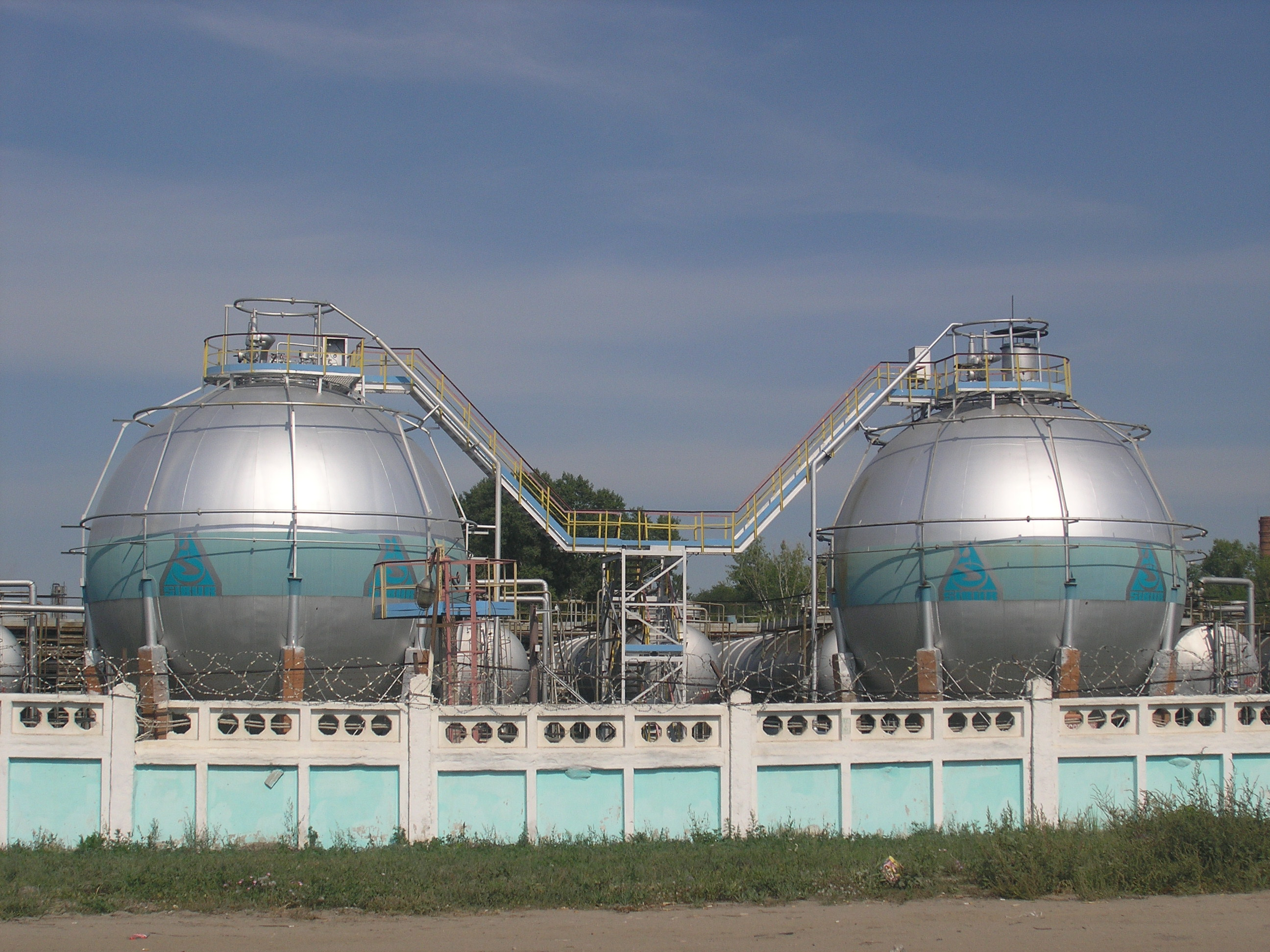
Производство

В 1954 году генподрядчик переключился на жилищное строительство, а работы по объектам строительной базы фактически были заброшены.
После этого Совет Министров СССР постановлением от 15 апреля 1955 г. назначил генеральным подрядчиком «Куйбышевгидрострой». Однако его силы были отданы по-прежнему отданы на строительство ГЭС. Начались сложности с финансированием, обсуждался даже перенос стройки в Куйбышев. Только в 1957 году министр химической промышленности отдал приказ об ускорении строительства химических предприятий, в том числе и Куйбышевского завода синтетического каучука. Приказом увеличивалось финансирование стройки практически вдвое. Численность рабочих достигла 1000 человек. В 1958 году сооружение завода было объявлено ударной комсомольско-молодёжной стройкой. Стройка ожила.
Уже 15 июня 1961 года с конвейера цеха Е-2 сошёл первый брикет дивинил-альфа-метилстирольного каучука марки СКМС-30 АРКМ-15, цеха пока работали цеха работали на привозном дивиниле. Вместо планировавшихся 60 месяцев строительство первой очереди завода заняло 48. Строительство велось ударными темпами, часть цехов проектировалась научными институтами одновременно с их возведением. Вместе с цехами были построены очистные сооружения, водозабор, городская насосная станция питьевого и пожарного водоснабжения, ТЭЦ, железнодорожная станция «Химзаводская», что сформировало необходимую инфраструктуру для создания Северного промышленного узла Тольятти.
20 сентября 1964 года был получен первый брикет изопренового каучука. Спустя несколько лет коллективу удалось удвоить проектную мощность завода с сохранением прежней численности. За успешную работу завод был награждён орденом Трудового Красного Знамени.
В марте 1964 года началось строительство третьей очереди завода, которая получила первый изопреновый каучук 24 июля 1968 года, а к концу 1969 года вышла на проектную мощность. Завод стал лидером советского химического производства каучука по мощностям, а немного позднее и по ассортименту продукции. 5 марок каучука заводы были удостоены Знака Качества.
17 августа 1982 года был введён комплекс по выработке бутилкаучука.
С начала 1990-х подобно другим крупным предприятием завод переживал кризис. Спад производства достигал 50 %. Часто сменялись собственники и руководство предприятием. Только к 1999 году финансовое положение на предприятии стабилизировалось, наметился рост производства. К 2003 году уровень производства достиг докризисных значений. В 2000 году предприятие начало производить МТБЭ - метил-трет-бутиловый эфир - высокооктановый компонент к моторным топливам. В настоящее время МТБЭ является наиболее экологичной добавкой, используемой в России для производства автомобильных бензинов, соответствующих классам Евро-3 – Евро–5. Высокие антидетонационные свойства и наличие в составе МТБЭ кислорода способствуют ровному и полному сгоранию топлива в двигателе, сопровождаемое пониженным содержанием вредных веществ в автомобильных выбросах.
В 2001 году Тольяттикаучук вошёл в состав крупнейшего нефтехимического холдинга страны ОАО «СИБУР Холдинг». С тех пор завод хорошо обеспечен сырьём газоперерабатывающих заводов холдинга. Производство постепенно стабилизировалось. Восстанавливались сырьевые потоки и рынки сбыта, возобновлялись и наращивались мощности.
В 2005 году введен в эксплуатацию нового резервного блока экстрактивной дистиллации бутадиена мощностью 60 тыс тонн в год.
К 2007 году производство СК увеличилось почти в 1,5 раза по сравнению с 2001 годом до 260 тыс. т. Предприятие вернулось на уровень начала 90-х годов.
В 2006 году в ходе Тольяттинской криминальной войны, 23 марта был убит заместитель генерального директора по безопасности Игорь Коршунов. Киллер из автомата Калашникова расстрелял Коршунова в коридоре первого этажа санатория предприятия «Волжские зори».
В 2010 году предприятие запустило третью линию выделения изопренового каучука, что позволило увеличить мощности по производству этого вида каучука до 82 тыс тонн.
2013 год - завершение масштабной модернизации производства бутилкаучука с ростом мощности до 53 тыс тонн, которая через 2 года была увеличена до 65 тыс тонн с помощью организационных технических мероприятий.
В 2014 году на базе производственной площадки создан индустриальный парк "Тольяттисинтез". В настоящее время в парке реализуют свои проекты 16 резидентов.
В 2016 году предприятие переименовано в ООО "СИБУР Тольятти", введен в эксплуатацию дополнительный блок биологических очистных сооружений.
В 2017 году достигнута максимальная выработка изобутан-изобутиленовой фракции в 141 тыс тонн.
В 2018 году завершено техническое перевооружение производства изопрена, направленное на повышение эффективности и экологической безопасности производства.
1 ноября 2019 года СИБУР и «Татнефть» закрыли сделку по продаже со стороны СИБУРа и, соответственно, приобретению со стороны «Татнефти» производственных и других активов в Тольятти, которые до того дня были объединены юридическими лицами «СИБУР Тольятти» и «Тольяттисинтез».

## Названия предприятия
- 1961 год — Куйбышевский завод синтетического каучука (КЗСК).
- 1979 год — Тольяттинское производственное объединение (ТПО) «Синтезкаучук».
- 1993 год — Открытое акционерное общество (ОАО) «Синтезкаучук».
- 1999 год — Общество с ограниченной ответственностью (ООО) «Тольяттикаучук».
- 2016 год — Общество с ограниченной ответственностью (ООО) «СИБУР-Тольятти».
- 2020 год — Общество с ограниченной ответственностью (ООО) «Тольяттикаучук».

## Собственники
- 1950—1992 гг. Министерство химической промышленности СССР (Минхимпром) при Совете Министров СССР;
- 1996—1997 гг. Акционерным обществом владела финансово-промышленная группа ФПГ «Максим» (г. Москва);
- 1997—1998 гг. ФПГ «Нефтехимпром» (г. Москва);
- 1998—2001 гг. Ассоциация делового сотрудничества АДС «Волгопромгаз» (г. Самара);
- 2001—2019 гг. Предприятие входило в холдинг «СИБУР» (г. Москва);
- С 1 ноября 2019 г. по настоящее время ПАО «Татнефть»

## Известные люди
- Колесов, Виктор Семёнович — старший аппаратчик, Герой Социалистического Труда.

### Директора
- Лавриненко, Василий Алексеевич (1950—1953 гг.),
- Филимонов, Иллиодор Евстафьевич (1953—1956 гг.),
- Головин, Евгений Николаевич (1956—1959 гг.)
- Мурадян, Ованес Георгиевич (1959-1965 гг.)
- Абрамов, Николай Вартанович (1965—1995 гг.)
- Кролевецкий Станислав Иванович (1995—1996)
- Паль Павел Эдуардович (1996—1997)
- Куликов Евгений Петрович (1997—1999)
- Афанасьев Анатолий Михайлович (1999—2000)
- Мячин Александр Яковлевич (1999—2001)
- Мальковский Петр Александрович (январь 2001 — май 2001)
- Понкратьев Павел Александрович (май 2001 — июнь 2002)
- Иванов Игорь Владимирович(2002—2006)
- Анисимов Борис Юрьевич (апрель 2006—2007)
- Полонянкин Сергей Александрович (2007—2011 гг.)
- Жданов Илдус Линизович (2011—2012 гг.)
- Троицкая Ольга Викторовна (2012—2015 гг.)
- Морозов Юрий Витальевич (2015 — н. в.)

## Производство
Основной продукцией ООО «Тольяттикаучук» являются синтетические каучуки различных видов: сополимерные, изопреновые и бутилкаучук. Также предприятие производит углеводородные фракции, продукты органического и неорганического синтеза, мономеры, полимеры, присадки для автомобильных бензинов (метанольную высокооктановую добавку (ДВМ) и метил-трет-бутиловый эфир (МТБЭ)). Предприятие поставляет продукцию на внутренний рынок и СНГ, а также страны Европы, Азии и Америки.
ООО «Тольяттикаучук», наряду с другими предприятиями химического комплекса города: Куйбышевазот, ТоАЗ — является флагманом химической промышленности Самарской области и Российской Федерации.

## Достижения
13 мая 1966 года завод синтетического каучука был награждён орденом Трудового Красного Знамени.
21 октября 1967 года завод награждён ещё одной правительственной наградой — Памятным Знаменем ЦК КПСС, Президиума Верховного Совета СССР, Совета министров СССР и ВЦСПС в честь 50-летия Октября.
7 апреля 1970 года СК был награждён Юбилейной Почётной грамотой ЦК КПСС, Президиума Верховного совета СССР, Совета Министров СССР и ВЦСПС в честь 100-ле-тия со дня рождения В. И. Ленина, а 1034 работника предприятия юбилейными медалями.
24 сентября 1970 года завод получил Почётный диплом Всесоюзной торговой палаты за участие в международной выставке «Химия-70».
В апреле 1971 года 84 работника предприятия награждены орденами и медалями СССР.
В ноябре 1974 года коллектив завода был занесён в Книгу почёта министерства, а комсомольско-молодёжный коллектив отмечен Почётной грамотой Министерства, ЦК ВЛКСМ, ЦК профсоюза отрасли за достижение высокой производительности труда.
В 1975 году 40 работников завода удостоены звания «Ударник девятой пятилетки», а 21 работник награждён орденами Трудовой Славы III степени.
В 1982 году главный комитет ВДНХ СССР наградил коллектив «Синтезкаучука» дипломом первой степени. 12 работников отмечены медалями.
В мае 1990 года внешнеторговая фирма объединения «Тольяттинефтехимэкспорт» в Париже завоевала первый международный приз Клуба Торговых Лидеров и издательства журнала «Эдиториал офиче».
В апреле 1991 года внешнеторговой фирме «Тольяттикаучука» «Токас» в Париже был вручен трофей качества, в июне — международный трофей за коммерческий престиж в Мадриде, а две недели спустя и в Женеве.
В 1995 году фирма «Токас» получила очередной приз «За коммерческий престиж-95».
В ноябре 1998 года в Париже состоялось вручение «Тольяттикаучуку» 25-го Международного приза «Золотая звезда качества».
В ноябре 1998 года впервые в истории современной России нефтехимики получили награды в связи с Днём работника нефтяной и газовой промышленности. Звания «Почётный нефтехимик» и «Почётный работник топливно-энергетической промышленности» получили 37 работников предприятия.

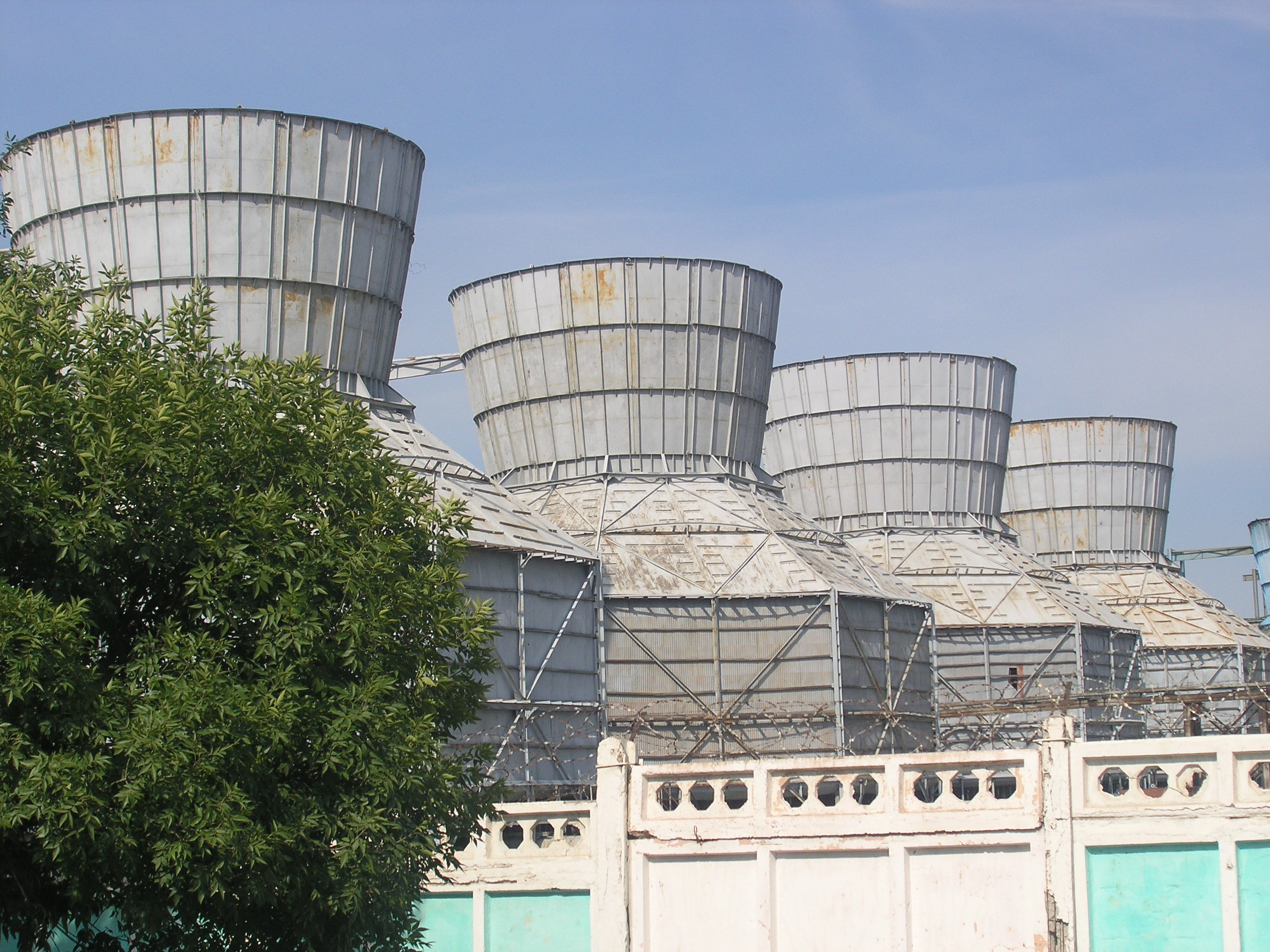

В июне 1999 года во Франкфурте-на-Майне (Германия) заводу «Тольяттикаучук» вручили золотую Международную звезду «За технологию и качество».
В 2000 году тольяттинский каучук завоевал сразу несколько международных наград: призы европейского Клуба торговых лидеров «За качество», «За лучшую торговую марку» и 28-й международный «Приз качества».
В октябре 2000 года в Мадриде предприятие получило свой тридцатый по счету приз международного класса «За качество».
1 февраля 2002 года ООО «Тольяттикаучук» был удостоен наградой и дипломом в номинации «Отраслевое внедрение» за «Модернизацию и освоение производства каучука СКИ мощностью 75000 тонн в год».
В феврале 2002 года высокое качество каучука из Тольятти отмечено на 5 специализированной выставке «Шины, РТИ и Каучуки — 2002» наградами: золотой медалью за бутилкаучук, и серебряной медалью за высокостирольный каучук БС-45АКН.
20 июня 2002 года ООО «Тольяттикаучук» была присуждена премия «ЭКСПЕРТ» за достижения в области экономики и финансов в номинации «ПРОДУКЦИЯ ГОДА».
По итогам конкурса «Лучшие каучуки, резинотехнические материалы и изделия из них — 2003», который проходил среди участников выставки «ШИНЫ, РТИ и КАУЧУКИ 2003», ООО «Тольяттикаучук» завоевало 5 наград: две Золотых медали за каучук БК-1675Н и БСК-1904, Серебряную медаль за каучук СКИ-3, СКИ-3С, две Бронзовых медали за СКМС-30 АРКМ-15 и БСК-1502.
В 2004 году по результатам аналогичного конкурса ООО «Тольяттикаучук» завоевало 5 наград: четыре Золотых медали за СКМС-30 АРКМ-15, БСК-1904, СКИ-3, СКИ-3С, Серебряную медаль за каучуки БСК-1500, 1502.
По итогам конкурса «Лучшие каучуки, резинотехнические материалы и изделия из них — 2005» предприятие завоевало 5 наград: три Золотых медали за каучуки СКИ-3С, БК-1675Н и БСК-1500, 1502, три Серебряные за СКМС-30 АРКМ-15, БСК-1904 и СКИ-3.
В 2006 г. по результатам конкурса «Лучшие каучуки, резинотехнические материалы и изделия из них» ООО «Тольяттикаучук» завоевало две Золотые медали за каучуки и БК-1675Н, изопрен-мономер и Серебряную медаль за БСК-1904.
В 2007 г. по итогам 10-й международной специализированной выставки «Шины, РТИ и каучуки» «Тольяттикаучук» получил гран-при за разработку высококачественного бутилкаучука и высокостирольного гранулированного каучука для промышленности искусственных кож и обуви. Золотой медалью предприятие было награждено за каучук СКИ-3С и бутилкаучук синтетический, а также серебряной медалью — за БСК-1904.
В апреле 2009 года три марки каучука, СКМС-30 АРКМ-15, СКИ-3 и БК-1675Н, отобраны для изготовления на их основе государственного стандартного образца.
В мае 2010 на Тольяттикаучуке получили 11-миллионную тонну синтетического каучука.
В апреле 2011 года две марки каучука — изопреновый каучук СКИ-3 и сополимерный каучук СКМС-30 АРКМ-15 — в четвёртый раз стали основой для изготовления государственных стандартных образцов (ГСО). ГСО, изготовленный на основе тольяттинского бутилкаучука марки БК-1675Н в 2009 году, продолжает действовать ещё один год.
В 2011 году продукция Тольяттикаучука была признана лучшей по итогам регионального конкурса «Лучший товар ПФО-2011». Эту оценку продукция получила по итогам опроса компаний отрасли и партнёров, который проводился Научно-исследовательским институтом общественного мнения «Статэксперт» (Москва).
В 2011 году нефтехимический холдинг СИБУР (Тольяттикаучук и Тольяттисинтез) стал победителем 13-го ежегодного тольяттинского городского конкурса «Благотворитель года 2011 года» за экологические проекты. Также предприятие стало победителем всероссийского конкурса «Лучшие российские предприятия. Динамика, эффективность, ответственность — 2011» в номинации «Заэкологически ответственный бизнес». Высокую оценку деятельности поставил Российский союз промышленников и предпринимателей.
В 2011 году «Тольяттикаучук» стал победителем всероссийского конкурса РСПП «Лучшие российские предприятия. Динамика, эффективность, ответственность — 2011» в номинации «За экологически ответственный бизнес». Компании оценивались по уровню снижения негативного воздействия на окружающую среду, затратам на природоохранные мероприятия, наличию сертифицированных систем экологического менеджмента, участию взаконотворческой и общественной деятельности по итогам трёх кварталов 2011 года по сравнению с аналогичным периодом 2010 года.
В 2012 году программа «Наш лес», генеральными спонсорами которой являются Тольяттикаучук и Тольяттисинтез в рамках благотворительной программы «Бизнес для экологии», стала  лауреатом Первого Всероссийского конкурса лучших городских практик, проводимого рейтинговым агентством «Эксперт РА» при поддержке Министерства регионального развития РФ. В 2012 году экологические проекты и инициативы Тольяттикаучука, реализованные в рамках благотворительной программы СИБУРа «Бизнес для экологии», признаны лучшими в национальной программе «Лучшие социальные проекты России», проводимой приподдержке Министерства природных ресурсов и экологии РФ, Агентства стратегических инициатив, WWF, FSC и других организаций.
В 2018 году «СИБУР Тольятти» стало победителем Всероссийского отраслевого конкурса «5 звезд. Лидеры химической отрасли» по двум номинациям в категории крупные предприятия. Данный конкурс проводился впервые по инициативе Российского Союза Химиков для предприятий химической отрасли и смежных с ней областей промышленности.

## Происшествия
22 сентября 1981 года на установке ИП-5 произошла производственная авария со взрывом  и последующим пожаром в здании цехов ИП-5 и ИП-6 Тольяттинского производственного объединения «Синтезкаучук». По данным В.В. Ерофеева, в катастрофе погибло 13 человек. Причиной пожара стала технологическая неисправность.